# Bonamia
Bonamia é um género botânico pertencente à família Convolvulaceae.